# Traité d'alliance luso-sundanais
Pour les articles homonymes, voir Traité d'alliance.

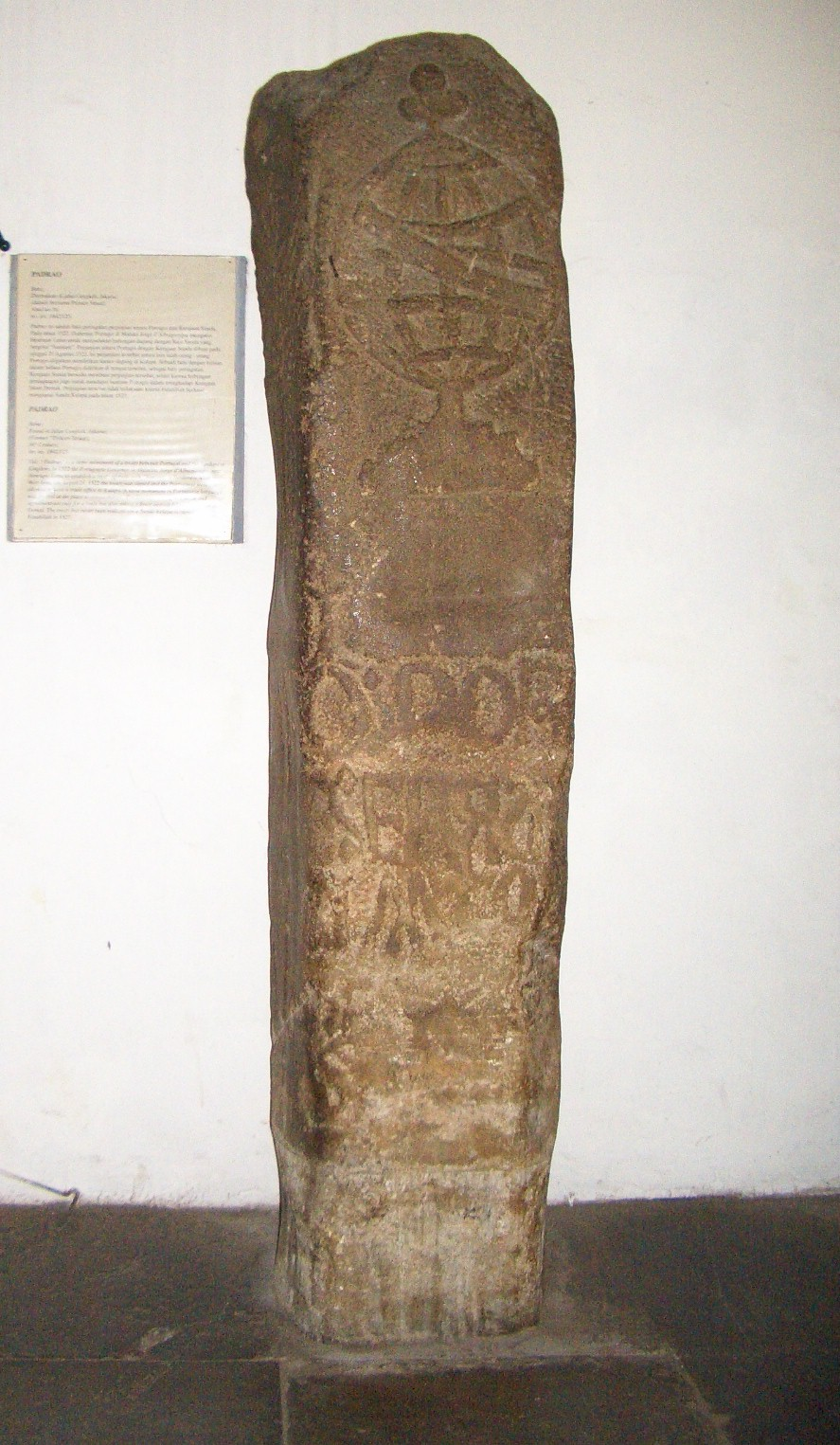
Le padrão témoignant du traité, exposé au Musée national d'Indonésie à Jakarta

Le Traité d'alliance luso-sundanais est un traité  signé en 1522 à Kalapa (dans le nord de l'actuelle Jakarta, la capitale de l'Indonésie), entre les Portugais de Malacca et le royaume hindouiste sundanais de Pajajaran.
Le contexte de ce traité est l'ambition du Portugal de contrôler la production et le commerce des épices et l'inquiétude de Pajajaran devant l'expansion du royaume musulman de Demak.
Demak a été fondé à la fin du XVe siècle sur la côte nord de Java, le Pasisir, par un Chinois musulman, Cek Ko-po. Cette région est depuis toujours ouverte sur le monde extérieur. Son contrôle permet de maîtriser le commerce de Java, exportatrice de riz vers le reste de l'archipel, donc de dominer l'île.
Le successeur de Cek Ko-po, Trenggana, entreprend donc l'expansion du royaume vers l'est et l'ouest du Pasisir. Demak prend ainsi Cirebon, déjà musulmane, sous sa protection, menaçant les ports de Pajajaran.
Les Portugais arrivent dans la région en 1511, prennent la cité de Malacca sur la péninsule Malaise et cherchent désormais à s'établir sur la côte nord de Java.
C'est dans ce contexte qu'il faut comprendre la signature, entre le roi Sanghyang ("Samiam") et les Portugais de Malacca, d'un traité d'alliance et de coopération. Ce traité donne aux Portugais un accès à un port leur permettant de centraliser leurs activités commerciales dans l'archipel indonésien, qui portent notamment sur le poivre et l'indigo de l'ouest de Java, le clou de girofle des Moluques et les bois précieux et le camphre de Sumatra.
La même année, Juan Sebastián Elcano termine le voyage de circumnavigation entrepris par Fernand de Magellan, tué en 1521 dans l'îlot de Mactan aux Philippines.
Le commandant de la forteresse de Malacca à l'époque était Jorge de Albuquerque, frère d'Afonso. Il envoie un navire, le São Sebastião, sous le commandement du capitaine Federico de Leme, à Kalapa avec de nombreux cadeaux pour le souverain de Pajajaran. Les Portugais sont chaleureusement accueillis par le roi Surawisesa, qui porte le titre de "Samiam" (Sang Hyang). Par le traité qui est signé, Pajajaran autorise les Portugais à construire un fortin à l'embouchure de la rivière Ciliwung. Les Sundanais s'engagent en outre à remettre chaque année un millier de sacs de poivre (soit plus de 20 tonnes) aux Portugais.
Le traité est signé le 21 août 1522. Pour le commémorer, les Portugais érigent un padrão (poteau de pierre surmonté d'une croix ou du blason portugais), qui est aujourd'hui exposé au Musée National de Jakarta. 
En raison de troubles dans leur colonie de Goa en Inde, les Portugais ne peuvent tenir leurs engagements de revenir l'année suivante pour la construction du fortin. Ils ne reviennent qu'en novembre 1526, avec six navires sous le commandement de Francisco da Sa.
La présence portugaise à Java prend fin en 1527 avec la prise de leur fortin par un prince de Banten, Fatahillah, qui rebaptisera la ville "Jayakarta", "acte victorieux".